# Shirayuki (cheval)
Pour les articles homonymes, voir Shirayuki.
Shirayuki (白雪), ou Shira-Yuki, ou encore Sirayuki (en japonais, « Neige blanche »), est un cheval que montait l'empereur du Japon Hirohito au début de l'ère Shōwa.
Ce cheval blanc originaire de Hongrie, sur lequel Hirohito aurait fait 344 apparitions publiques, prit sa retraite en 1942 et mourut en 1947, à l'âge de 27 ans.
Shirayuki, monté par l'empereur, a fait la page de couverture de Life Magazine le 10 juin 1940.
Son rôle dans l'imagerie quasi-divine qui entourait l'empereur a conduit l'amiral américain William « Bull » Halsey à annoncer publiquement au début de la guerre qu'il paraderait lui-même un jour dans les rues de Tokyo, à cheval sur Shirayuki. Promesse qu'il ne put jamais tenir, en dépit de tout l'intérêt populaire qui avait accueilli cette déclaration.
Le nom de Shirayuki a été donné à un contre-torpilleur de classe Fubuki, lancé en 1928.